# فالابلا
فالابلا (به اسپانیایی: Falabella) شرکت خرده‌فروشی شیلیایی و چندملیتی است، که در زمینه مدیریت بر شبکه گسترده‌ای از مراکز خرید، سوپرمارکت‌ها، هایپرمارکت‌ها، بانک‌ها، بوتیک‌ها، فعالیت می‌کند.
شرکت فالابلا در سال ۱۸۸۹ تأسیس شد و در حال حاضر مالک شبکه‌ای از ۲۵۹ شعبه و ۲۷ مرکز خرید می‌باشد و پس از شرکت سنکوسود، دومین خرده‌فروش بزرگ شیلی به‌شمار می‌آید، که دارای عملیات در کشورهای آرژانتین، پرو، شیلی و کلمبیا می‌باشد.
دفتر مرکزی این شرکت در شهر سانتیاگو، شیلی قرار دارد و بخشی از سهام آن در بازار بورس اوراق بهادار سانتیاگو معامله می‌شود.